# 1858
Cette page concerne l'année 1858 (MDCCCLVIII en chiffres romains) du calendrier grégorien.
L'année 1858 est une année commune qui commence un vendredi.

## Événements

### Afrique
- 13 février : les explorateurs britannique John Hanning Speke et Richard Francis Burton atteignent le Lac Tanganyika à Ujiji[1].
- 18 février[2] : première constitution ségrégationniste du Transvaal[3].

- 19 mars : reprise de la guerre entre les Boers de l’État libre d'Orange et les Basotho[4] (Senekal's War en 1858, puis Seqiti War en 1865-1868).

- 14 mai : une expédition conduite par David Livingstone, partie de Liverpool le 10 mars pour explorer le Zambèze, atteint les bouches du fleuve (fin en 1864)[5].
- 20 mai : en Mauritanie, le général français Faidherbe, gouverneur du Sénégal impose la souveraineté française aux tribus Trarza qui contrôlaient les escales du bas Sénégal et rançonnaient les commerçants[6].

- 9 juin, Cameroun : Alfred Saker fonde de la ville de Victoria. Le 23 août, les Britanniques signent un traité avec roi William de Bimbia[7]. Une cour d’équité est installée.
- 24 juin : Napoléon III supprime le Gouvernement général de l’Algérie et le remplace par un ministère de l’Algérie et des Colonies confié à son cousin, Jérôme Napoléon[8], qui tente quelques réformes dont certaines auraient dû aboutir à une politique d’assimilation, mais se heurte, sur de nombreux points, aux militaires et donne sa démission en 1859[9].

- 3 août : l’explorateur britannique John Hanning Speke, en recherchant les sources du Nil découvre le lac Victoria en Afrique orientale mais ne pénètre pas dans les terres[1].
- 5 août : un décret modifie le régime de la propriété privée en Égypte[10]. Il abolit le monopole d’État sur le sol et donnera naissance à une classe de propriétaires terriens puissants. Par ailleurs, les carrières d’officiers supérieurs sont ouvertes aux Égyptiens : désormais, l’armée sera le vivier d’officiers nationalistes.
- 9 août : le maréchal Jacques Louis Randon démissionne de son poste de gouverneur de l’Algérie[11]. Le poste est supprimé le 31 août jusqu’en 1860. Le même jour, le général de Mac-Mahon est nommé commandant en chef des forces de terre et de mer de l’Algérie[12].
- 30 août : un conseil municipal est réuni à Tunis avec pour mission l’élaboration de réformes politiques et administratives[13]. Parmi ses membres, Kheireddine Pacha, un réformateur qui a voyagé en Europe mais qui se réfère plus volontiers à l’expérience démocratique connue sous le gouvernement du prophète.

- 27 octobre : décret centralisant à Paris l’administration de l’Algérie et attribuant aux préfets les pouvoirs que détenait le gouverneur général[14].

- 15 décembre : Ferdinand de Lesseps crée la Compagnie universelle du canal maritime de Suez[15] ; la France détient la moitié du capital, le khédive d’Égypte 44 %[16].

- Mort de Ghézo, roi d’Abomey. Au cours de son règne, il a reformé l’administration et introduit de nouvelles cultures, sentant que le trafic des esclaves était condamné à terme. Début du règne de Glèlè (fin en 1889). Il se dresse contre l’influence française au Dahomey[17].
- Début du règne de Mohammed Abou Sekkine, mbang du Baguirmi (1858-1870 et 1874-1884)[18].
- Début du règne d’Ali, fils de Mohammed Chérif, sultan du Ouadaï (fin en 1874). Sous son règne le Ouadaï recouvre sa richesse et sa prospérité. Dès son avènement, Ali fait crever les yeux de ses frères. Il rétablit la paix intérieure, puis s’efforce d’assurer la sécurité des voies de communication avec la Cyrénaïque et la vallée du Nil[18]. Ali multiplie les conquêtes politiques et militaires dans toutes les directions, étend son autorité sur le Dar Runga et le Dar Rachid, puis sur le mbang du Baguirmi à qui il impose un tribut annuel (1870) et l’Ennedi.

### Amérique

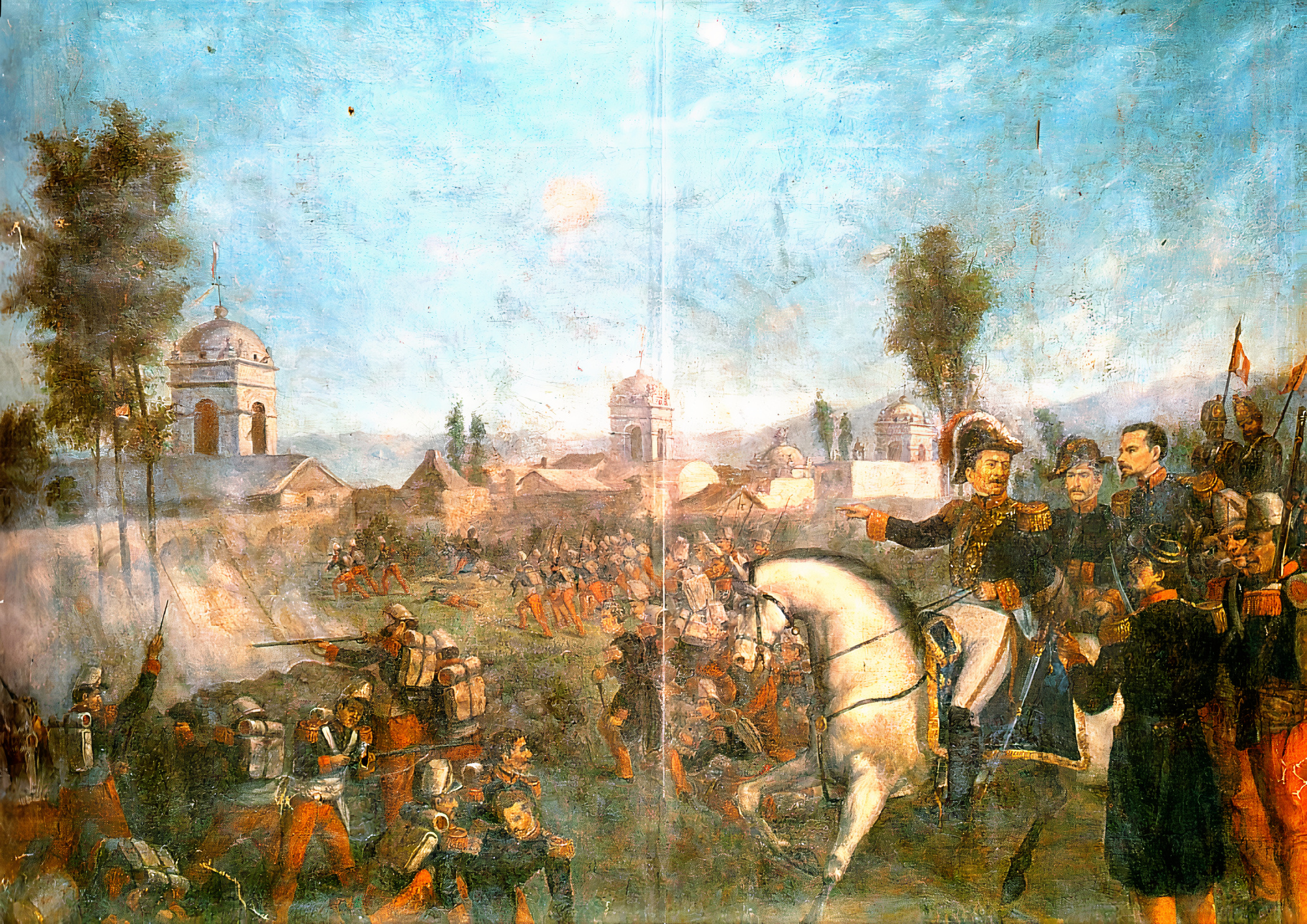
6-7 mars, Guerre civile au Pérou : prise d’Arequipa.

- 11 janvier, Mexique : démission de Ignacio Comonfort. Benito Juárez, président de la Cour Suprême, devient le premier président mexicain d’origine indienne[19]. Libéral, il suspend les dettes extérieures contractées par les gouvernements précédents. La France, la Grande-Bretagne et l’Espagne décident d’agir conjointement pour protéger leurs investissements.

- 6-7 mars, Guerre civile au Pérou : prise d’Arequipa par les conservateurs[20].  Le président Ramón Castilla, pour avoir remis en cause la toute-puissance de l’Église, s’oppose à son ancien adversaire Vivanco, qui est battu malgré le soutien des provinces du Sud.

- 15 mars :

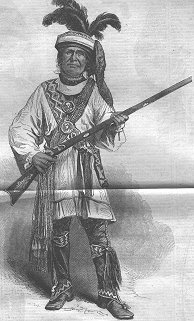
Billy Bowlegs

  - le président de la République du Venezuela José Tadeo Monagas, soupçonné de vouloir vendre à une puissance étrangère la Guyane vénézuélienne, est renversé par le général Julián Castro, gouverneur de Carabobo[21].
  - le chef Séminole Jambes Arquées (Billy Bowlegs) accepte d’émigrer vers une réserve du territoire indien en Oklahoma, mettant ainsi fin à la Troisième Guerre séminole (8 mai)[22].
- 31 mars : José María Linares Lizarazu, au pouvoir en Bolivie depuis 1857, se proclame dictateur. Il entreprend de réformer l’administration et tente d’introduire la discipline dans les armées pour en finir avec la tradition des pronunciamientos. Trahi par ses ministres, il échouera (1861)[23].

- 15 avril : traité Cañas-Jerez, accord frontalier entre le Costa Rica et le Nicaragua[24].
- 22 avril : manifestation à New York pour la « République mondiale »[25]. Elle rassemble environ 5 000 personnes, dont de nombreux républicains européens exilés après la vague révolutionnaire de 1848 et des démocrates américains.

- 11 mai : le Minnesota devient le trente-deuxième État de l'Union américaine[26].
- 22 mai : promulgation d’une Constitution fédéraliste modérée en Colombie, qui prend le nom de Confédération grenadine[27].
- Juillet : début de ruée vers l’or de Pikes Peak, dans le Colorado[28] (100 000 personnes).
- 2 août : fondation de la colonie de Colombie-Britannique[29].

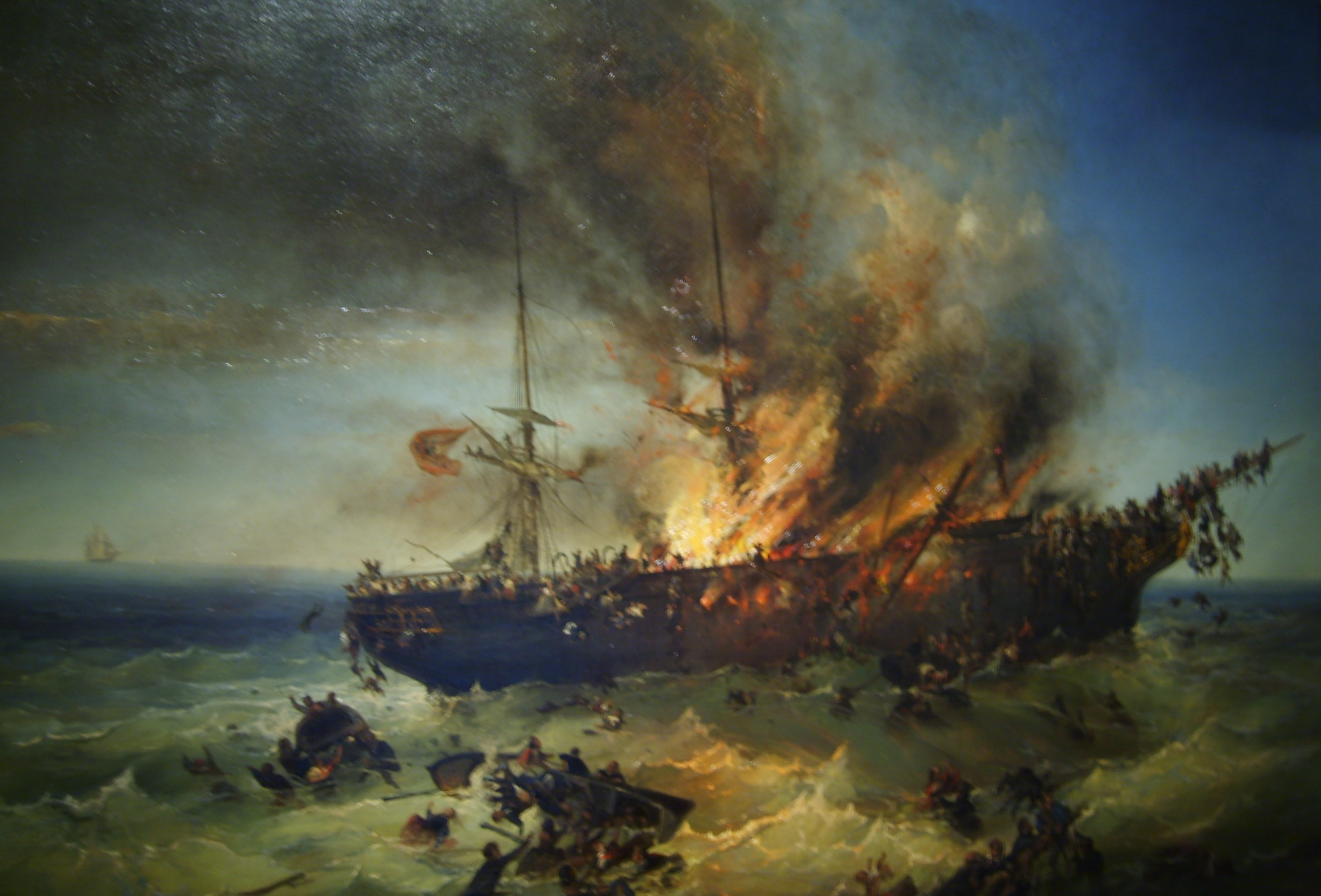
13 septembre : incendie de l'Austria, toile de Josef Püttner

- 13 septembre : le naufrage de l'Austria, navire allemand reliant Hambourg à New York fait plus de 400 victimes. La presse du monde entier relate l’évènement[30].
- 26 octobre : le président du Pérou Ramón Castilla ordonne le blocus des ports de l’Équateur pour régler un différend frontalier[31] ; début de la guerre péruano-équatorienne.

### Asie et Pacifique
- 26 février : Trinley Gyatso est intronisé comme le douzième dalaï-lama (fin le 25 avril 1875)[32].

- Printemps, Liban : insurrection de Tannous Chahine[33]. l’application du hatt-i Humayoun provoque une réaction populaire : les notables et les grandes familles druzes et maronites, qui récusent l’égalité entre tous les sujets ottomans (charte de 1839), se réfugient sous la protection des Français à Beyrouth. Le forgeron Tannous Chahine, qui dirige la révolte, proclame une république du peuple qui se maintient à Kesrouan jusqu’à la fin des années 1860[34].

- 9 avril : tremblement de terre au Japon[35].

- 20 mai : un corps expéditionnaire franco-britannique prend les forts de Taku dans l’estuaire de la rivière Hai He ; il prend Tianjin et menace Pékin[36].
- 28 mai : traité d'Aigun entre la Chine et la Russie. Les Russes annexent les territoires au Nord de l’Amour (600 000 km2) alors que la Chine est menacée à l’intérieur par la révolte des Taiping et à l’extérieur par la France et le Royaume-Uni[37].

- 31 mai, campagne de Cochinchine : une escadre française commandée par l’amiral Rigault de Genouilly mouille devant Tourane, pour protéger les missions catholiques tout en s’assurant des débouchés en Indochine[38].

- 4 juin : Ii Naosuke, élu tairō, assure l’intérim du pouvoir shogunal au Japon[39]. Il favorise l’ouverture du Japon sur l’Occident.

- 26 - 27 juin : le traité de Tianjin renforce considérablement la puissance commerciale des Français et des Britanniques en Chine. Les Européens se retirent. Le gouvernement de Pékin refuse de ratifier le traité qui prévoit la résidence d’ambassadeurs à Pékin, l’ouverture de nouveaux ports au commerce, le droit des navires de guerre à mouiller librement dans les ports du Zhejiang et légalise le commerce de l’opium[36].

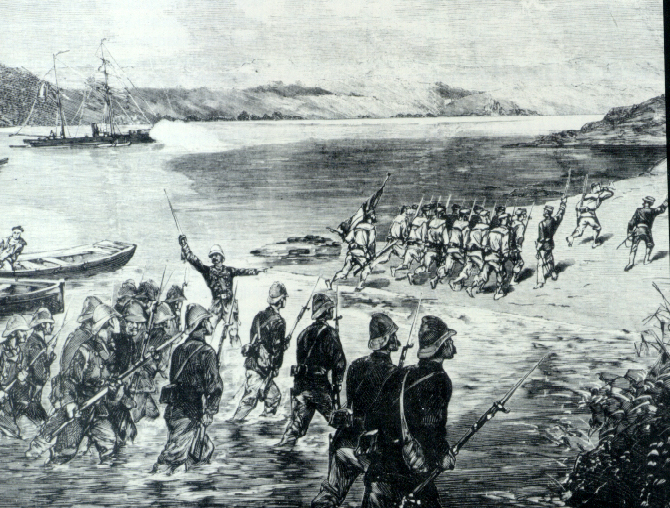
2 septembre : prise de Tourane.

- 29 juillet : un traité commercial est signé entre les États-Unis et le Japon. Des traités semblables sont signés avec les Pays-Bas (18 août), la Russie (19 août), la Grande-Bretagne (26 août), et la France (9 octobre)[40].
- 4 août : le tairō Ii Naosuke proclame officiellement Tokugawa Iemochi comme successeur du shogun Tokugawa Iesada. Ii Naosuke impose une véritable dictature et écarte ses adversaires politiques (Purge d'Ansei, 1858-1860)[39].

- 1er-2 septembre, campagne de Cochinchine : la France débarque à Tourane (Đà Nẵng, Viêt Nam)[41].
- 6 septembre : prise de Jambi[42]. Les Hollandais annexent les principautés côtières du nord-est de Sumatra.
- 17 novembre : la France annexe l’atoll inhabité de Clipperton (océan Pacifique) à 2 000 kilomètres au large du Mexique[43].

- Itō Gemboku crée une école de vaccination à l’origine d’une école de médecine « hollandaise » au Japon[44].

#### Inde
- 2-6 janvier : les forces britanniques du général Colin Campbell réoccupent Fatehgarh, Allahganj et Surjghat, rétablissant les communications entre le Doāb et la Grand Trunk Road[45]
- 27 janvier, Delhi : début du procès de l’empereur moghol Bahadur Shah II. Condamné pour trahison le 9 mars, il est déposé et exilé à Rangoon[45]. Sa famille est décimée par le lieutenant William Hodson. Les Britanniques profitent de la révolte pour éliminer l’aristocratie indienne. La population indienne est massacrée et torturée sans distinction[réf. souhaitée].
- 26 février : Maniram Dewan (en) et Pioli Barua sont pendus à Jorhat ; échec du soulèvement des Assamais contre les Britanniques[46].

21 mars : reprise de Lucknow par les Britanniques ; photographie du Secundra Bagh. Répression de la révolte contre la présence britannique. Les Britanniques reprennent la situation en main sous la direction de lord Canning, grâce à l’arrivée de renforts importants.

- 9-21 mars : Lucknow est reprise aux insurgés[45].
- 22 mars - 4 avril : siège et prise de Jhansi par les Britanniques[47]. Après la prise de Lucknow, la rani (féminin de rajah) de Jhansi Lakshmî Bâî prend la direction de la rébellion. Les Britanniques s’emparent de son territoire mais après la prise de Kalpi le 23 mai elle réussit à se réfugier dans une forteresse à Gwalior, où elle meurt les armes à la main le 17 juin[45].

- 20 juin : défaite des derniers rebelles à Gwalior[45]. Les combats se poursuivent dans certaines régions pendant plus d’un an. Les Britanniques renforcent leur domination par de sévères représailles (notamment à Delhi où des milliers de personnes sont tuées, souvent sans jugement) et une réorganisation de l’administration.

- 2 août : à la suite du soulèvement anti-britannique, le Parlement britannique vote l’Act for the Better Government of India. Il transfère au secrétaire d’État à l’Inde (India Office), indépendant du ministère des Colonies, les pouvoirs jusque-là dévolus au Board of Control[45]. Le gouvernement des Indes passe de la Compagnie britannique des Indes orientales à la Couronne britannique et l’empereur moghol est déposé. Le pouvoir est entre les mains du secrétaire d’état pour les affaires de l’Inde, à Londres, assisté du conseil de l’Inde, qui perdra ses pouvoirs en 1869. La réorganisation de l’État se fait en s’appuyant sur l’aristocratie foncière, en particulier sur les princes (la reine s’engage à respecter leur souveraineté et l’intégrité de leur territoire, en les intégrant dans un système d’honneurs typiquement britannique). Après la révolte des cipayes, les Britanniques se séparent complètement des Indiens. Les contacts avec la population sont strictement administratifs et autoritaires. Le système anglais d’éducation et la langue anglaise sont les seuls reconnus pour les examens d’administration, notamment. Les centres de culture hindoue sont progressivement annihilés.
- 1er novembre, Allahabad : Lord Canning annonce l’abolition de la Compagnie britannique des Indes orientales[45]. Il devient vice-roi des Indes (fin en 1862).

### Europe
- 14 janvier : attentat d'Orsini contre Napoléon III[48].

- Janvier : fondation avec approbation officielle du "Comité slave de Moscou". Des filiales sont créées à Saint-Pétersbourg en 1868, à Kiev en 1869 et à Odessa en 1870[49].
- 25 janvier : A Londres, mariage du prince Frédéric-Guillaume de Prusse avec la princesse royale Victoria du Royaume-Uni;

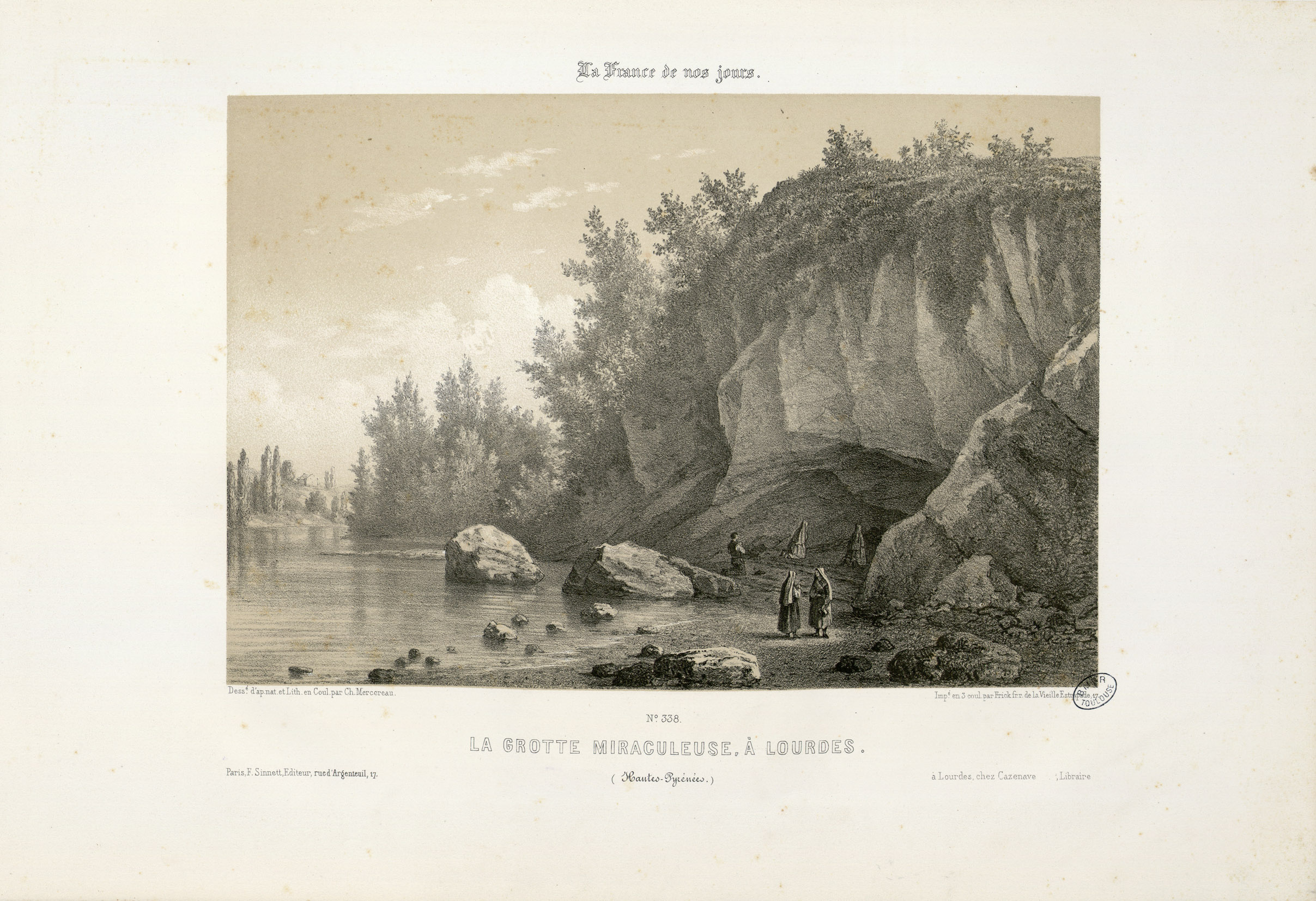
La grotte de Massabielle à Lourdes (vers 1860)

- Du 11 février au 16 juillet : A Lourdes (Hautes-Pyrénées), au lieu-dit grotte de Massabielle, la jeune Bernadette Soubirous, 14 ans, est la bénéficiaire de 18 apparitions d'une jeune fille. Des miracles sont opérés (l'Eglise reconnaitra en la jeune fille la Sainte Vierge). Le prince impérial, âgé de deux ans, étant tombé malade, l'impératrice aurait fait chercher de l'eau de la grotte. L'enfant en serait guéri.

- 26 février : début du ministère conservateur du comte de Derby, Premier ministre du Royaume-Uni (fin en 1859). Benjamin Disraeli, chancelier de l'Échiquier[50]. Il prend la tête du parti conservateur au Royaume-Uni.

- 1er mars, Russie (17 février du calendrier julien) : création du Comité principal pour les affaires paysannes (ex-comité secret)[51]. En province, discussion de la noblesse sur les modalités de la réforme : libération avec la terre (terres pauvres du Nord) ou sans terre (« terres noires »).

- 17 mars : Irish Republican Brotherhood. La fraternité républicaine irlandaise, les Fenians, demandant la création d’une république indépendante et démocratique, est fondée à Dublin pour renverser le pouvoir britannique[52].

- 29 avril : le Portugal abolit l’esclavage dans un délai de 20 ans[53].

- 22 mai - 19 août : conférence de Paris pour la constitution de la Roumanie (1858-1878). Napoléon III convoque à Paris une conférence des représentants de sept puissances (France, Royaume-Uni, Autriche, Prusse, Russie, Sardaigne et Turquie) qui aboutit à la Convention du 19 août (7 août du calendrier julien) octroyant un nouveau statut aux principautés : elles forment les « Principautés unies de Moldavie et de Valachie », chacune avec un prince autochtone, un gouvernement et une assemblée élue au suffrage censitaire, mais avec une cour de justice commune ; les privilèges des boyards sont abolis et un nouveau statut des paysans doit être élaboré. La Porte conserve sa suzeraineté et doit approuver l’élection du prince[54].
- 13 mai : battus à Grahovo, les Ottomans doivent reconnaître en novembre l’indépendance du Monténégro sous la pression des grandes puissances[55].

- Juin - juillet : Grande Puanteur de Londres[56].

- 2 juillet : libération des paysans des apanages (domaines de la famille impériale) en Russie[57].
- 20 - 21 juillet : entrevue de Plombières. Napoléon III rencontre Camillo Cavour (président du Conseil italien) dans une entrevue secrète (à l’insu même des ministres) à Plombières-les-Bains (Vosges), en vue de favoriser l’unité italienne contre l’Autriche. Le Piémont annexerait les territoires autrichiens (Lombardie et Vénétie), Parme, Modène, le nord des États de l’Église. La Toscane intégrerait l’Italie centrale. L’État du pape serait réduit aux environs de Rome, et le pape recevrait la présidence de la confédération italienne. En échange de son soutien, la France recevrait Nice et le duché de Savoie[58].

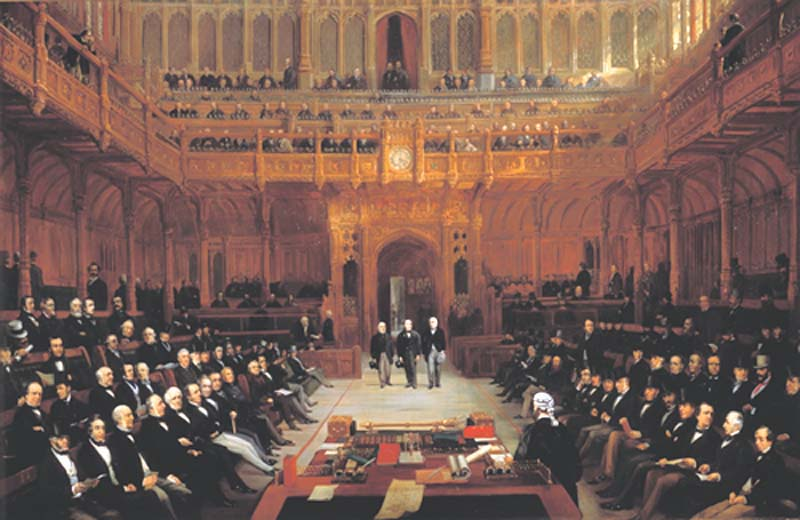
26 juillet : Lionel de Rothschild est introduit à la Chambre des communes par Lord Russell.

- 23 juillet : Jews Relief Act[59]. Les Juifs sont admis au Parlement britannique.

- 2 août : Medical Act au Royaume-Uni[60].
- 11 août : première ascension de l'Eiger par les guides suisses Christian Almer et Peter Bohren en compagnie de l'Irlandais Charles Barrington (en)

- 21 août : Après deux filles, l'impératrice d'Autriche donne naissance à un fils. L'archiduc héritier reçoit le prénom du fondateur de sa dynastie : Rodolphe.
- 28 août : article de Louis Veuillot dans le journal L'Univers médiatisant les apparitions de Lourdes.

- 7 octobre : le prince Guillaume devient régent de Prusse (conséquence de la maladie de son frère Frédéric-Guillaume IV de Prusse). Il inaugure une nouvelle ère : la Prusse mène désormais le combat pour l’unité allemande[61].

- Novembre : les conservateurs perdent la majorité à la Diète prussienne au profit de la bourgeoisie[62].

- 10 décembre : Napoléon III conclut un traité défensif avec le Piémont[63].
- 22 décembre : le prince Alexandre Karađorđević est chassé de Serbie. Neutre pendant la guerre de Crimée, la Serbie, jusqu’alors sous protectorat russe, passe sous suzeraineté ottomane. Le prince Alexandre à qui la Skouptichina (Parlement) reproche sa passivité pendant le conflit, doit son salut à la fuite. Il est remplacé par Milos Obrenovic, qui avait dû abdiquer en 1839 (fin en 1860)[64].

## France
- 18 février au 16 juillet : à Lourdes (Hautes-Pyrénées), 18 apparitions de l' "Immaculée Conception" à Bernadette Soubirous (reconnues par l'évêque de Tarbes en 1862)

- 12 juillet : à Alençon (Orne), mariage des saints Louis Martin, horloger et Azélie Guérin, dentelière (canonisés en 2015).

## Naissances en 1858
- 6 janvier : Norberto Piñero, avocat, juriste, économiste et homme politique argentin († 1er juillet 1938).
- 7 janvier : Eliezer Ben-Yehuda, fondateur de l'Hébreu moderne († 16 décembre 1922).
- 9 janvier : Tito Lessi, peintre italien († 17 février 1917).
- 10 janvier : Heinrich Zille, graphiste, lithographe, peintre, dessinateur et photographe allemand († 9 août 1929).
- 15 janvier : Giovanni Segantini, peintre italien  († 28 septembre 1899).
- 16 janvier : Henri Gourgouillon, sculpteur français († 3 mars 1902).
- 17 janvier : Gabriel Koenigs, mathématicien français († 29 octobre 1931).
- 21 janvier : Mel Bonis, compositrice française († 18 mars 1937).
- 23 janvier : Léon Boudal, homme d'église et peintre français († 23 août 1934).
- 24 janvier : Henri Marre, peintre français († 26 août 1927).

- 1er février : Gaston Charpentier-Bosio, peintre français († 1923).
- 5 février : Claude Bourgonnier, peintre et illustrateur français († 15 juin 1921).
- 18 février : Armand-Auguste Balouzet, peintre paysagiste français († 13 mai 1905).
- 19 février : Tobias Matthay, pianiste, professeur et compositeur britannique († 15 décembre 1945).
- 20 février : Ian Tsionglinski, peintre polonais et russe († 6 janvier 1913).
- 28 février : Ferdinand Gottschalk, acteur et metteur en scène anglais († 10 novembre 1944).

- 1er mars :
  - Louis Carbonnel, peintre français († 16 octobre 1938).
  - Georg Simmel, philosophe et sociologue allemand († 28 septembre 1918).
- 2 mars :
  - Louise Berthe Fouet, peintre française († 10 octobre 1935).
  - Paul Quinsac, peintre français († mai 1929).
- 6 mars : Samuel Untermyer, personnalité du monde des affaires et homme politique américain († 16 mars 1940).
- 10 mars : Giuseppe Carelli, peintre italien  († 23 mai 1921).
- 13 mars :
  - Jean-Baptiste Cherfils, peintre, écrivain et sociologue français († 10 février 1926).
  - Edwin Mackinnon Liébert, peintre anglo-allemand († 5 septembre 1908).
  - Maximilien Luce, peintre, graveur et militant libertaire français († 6 février 1941).
- 14 mars :
  - Raoul Boudier, peintre et illustrateur français († après 1934).
  - Ferdinand d'Huart, peintre luxembourgeois († 27 janvier 1919).
- 15 mars : Liberty Hyde Bailey, botaniste américain († 15 décembre 1954).
- 18 mars :
  - Paul Fauchey, organiste, pianiste et compositeur français († 15 novembre 1936).
  - Katrín Magnússon, femme politique islandaise († 13 juillet 1932).
- 20 mars : Paul Quinsac, peintre français († mai 1929)
- 21 mars : Adrien Dollfus, zoologiste français († 19 novembre 1921).
- 24 mars : 
  - Timothee Adamowski, chef d'orchestre, violoniste et compositeur américain d'origine polonaise († 18 avril 1943).
  - Paul Auguste Léon Méry, peintre français († 8 novembre 1921).
- 27 mars : Paolo Emilio Bensa, homme politique italien († 17 janvier 1928).

- 9 avril : Zdenka Braunerová,  peintre austro-hongroise puis tchécoslovaque († 23 mai 1934).
- 12 avril : Étienne Bouillé, peintre français († 5 juin 1933).
- 15 avril : Émile Durkheim, sociologue français († 15 novembre 1917).
- 18 avril : Marie-Thérèse Glaesener-Hartmann, peintre luxembourgeoise († 19 février 1923).
- 21 avril : Frantz Seimetz, peintre et écrivain luxembourgeois († 26 octobre 1934).
- 23 avril :
  - Frank Osmond Carr, compositeur anglais d'opéras comiques et de comédies musicales († 29 août 1916).
  - Max Planck, physicien allemand († 4 octobre 1947).
- 24 avril : Philogone Segard, anarchiste radical dionysien († XXe siècle).
- 28 avril : Cesare Pascarella, poète d'expression en dialecte italien et peintre († 8 mai 1940).

- 2 mai : Edith Somerville, romancière, peintre et musicienne irlandaise († 8 octobre 1949).
- 6 mai :
  - Georges Hüe, compositeur français († 7 juin 1948).
  - Alekseï Stepanov, peintre russe puis soviétique († 5 octobre 1923).
- 14 mai : Anthon van Rappard, peintre néerlandais († 21 mars 1892).
- 17 mai : Constantin Kryjitski, peintre russe († 4 avril 1911).
- 21 mai : Ferdinand Gueldry, peintre et illustrateur français († 17 février 1945).
- 23 mai : Nikolaï Tchekhov, peintre russe († 29 juin 1889).
- 29 mai : Emmanuel de La Villéon, peintre et illustrateur post-impressionniste français († 9 janvier 1944).

- 2 juin :
  - Heinrich Harder, artiste allemand († 5 février 1935).
  - Henry Scott Tuke, peintre britannique († 13 mars 1929).
- 8 juin : José Miguel Gómez, militaire et homme politique cubain († 13 juin 1921).
- 10 juin : Xavier de Cardaillac, avocat, historien, traducteur et journaliste français († 29 décembre 1930).
- 14 juin : Édouard Jeanselme, dermatologue français († 9 avril 1935).
- 15 juin : Beatrice Morgari, peintre italienne († 1936).
- 16 juin :
  - Gustave V, roi de Suède († 29 octobre 1950).
  - Adolf Kirchl, chef de chœur et compositeur autrichien († 21 octobre 1936).
- 20 juin : Charles Hardinge, diplomate et homme politique britannique († 2 août 1944).
- 21 juin : Giuseppe De Sanctis, peintre italien († 18 juin 1924).
- 24 juin : El Ecijano (Juan Jiménez Ripoll), matador espagnol († 5 février 1899).
- 25 juin : Georges Courteline, dramaturge français († 25 juin 1929).

- 2 juillet : King O'Malley, homme politique australien († 20 décembre 1953).
- 4 juillet : Henri Ernest Dabault, peintre, bijoutier et joaillier français († 29 décembre 1935).
- 15 juillet : Gottfried Mann, pianiste, chef d'orchestre et compositeur néerlandais († 10 février 1904).
- 16 juillet : Eugène Ysaÿe, violoniste belge († 12 mai 1931).
- 17 juillet :
  - Félix Durbesson, peintre français († 10 décembre 1936).
  - Yi Wan-Yong, homme politique coréen († 12 février 1926).
- 21 juillet : Lovis Corinth, peintre allemand († 17 juillet 1925).
- 23 juillet : Herman Frederik Carel ten Kate, explorateur, peintre et anthropologue hollandais († 4 février 1931).
- 26 juillet : Edward Mandell House, diplomate et homme politique américain († 26 mars 1938).

- 1er août : Hans Rott, compositeur autrichien († 25 juin 1884).
- 4 août : Timothy Woodruff, homme d'affaires et homme politique américain († 12 octobre 1913).
- 7 août : Charles Crane, millionnaire et philanthrope américain († 14 février 1939).
- 13 août : Victor Prouvé, peintre, sculpteur et graveur français († 15 février 1943).
- 14 août : Edgard Farasyn, peintre belge († 22 mars 1938).
- 15 août : Franck Bail, peintre français († 1924).
- 17 août : Helena Emingerová, illustratrice, graphiste et peintre austro-hongroise puis tchécoslovaque († 4 août 1943).
- 20 août :
  - Richard Cummings, acteur américain († 25 décembre 1938).
  - Joseph Delattre, peintre français († 6 août 1912).
- 21 août : Rodolphe de Habsbourg-Lorraine, membre de la Maison Impériale et Royale d'Autriche-Hongrie, Archiduc d’Autriche et Prince héritier de l’Empire austro-hongrois († 30 janvier 1889).
- 26 août : Louis-Adolphe Tessier, peintre français († mars 1915).

- 2 septembre : Alice Russell Glenny, peintre et affichiste américaine († (1924).
- 7 septembre : W. H. Stevenson, historien et philologue britannique († 22 octobre 1924).
- 12 septembre : Fernand Khnopff, peintre belge († 21 novembre 1921).
- 15 septembre : Charles-Eugène de Foucauld de Pontbriand, militaire français puis prêtre et ermite béatifié († 1er décembre 1916).
- 18 septembre : Jan Hoynck van Papendrecht, peintre et illustrateur néerlandais († 11 décembre 1933).
- 21 septembre : Charles Hawtrey, acteur, dramaturge et directeur de théâtre anglais († 30 juillet 1923).
- 23 septembre : Giuseppe De Nava,  homme politique italien († 27 février 1924).
- 25 septembre : Henri Jamet, peintre français († 17 octobre 1940).
- 27 septembre : Clément Dreyfus, peintre et dessinateur français († ?).

- 1er octobre : Frédéric Soulacroix, peintre français († 3 septembre 1933).
- 5 octobre : Émile Louis Thivier, peintre et dessinateur français († 22 juin 1922).
- 6 octobre : Federico Schianchi, peintre italien († 28 décembre 1918).
- 8 octobre : Vincenzo Migliaro, peintre et graveur italien († 16 mars 1938).
- 17 octobre : Marie Lucas-Robiquet, peintre française († 21 décembre 1959).
- 19 octobre : George Albert Boulenger, zoologiste britannique d'origine belge († 23 novembre 1937).
- 20 octobre : Oscar Depuydt, compositeur, organiste et pédagogue belge († 27 mars 1925).
- 22 octobre : Augusta-Victoria de Schleswig-Holstein-Sonderbourg-Augustenbourg, princesse germano-danoise, impératrice allemande et reine de Prusse (+ 21 avril 1921).
- 27 octobre : Theodore Roosevelt, futur président des États-Unis († 6 janvier 1919).
- 28 octobre : Marie Joseph Erb, compositeur et organiste français, professeur au conservatoire de Strasbourg († 9 juillet 1944).

- 2 novembre : Johan Krouthén, peintre suédois († 19 décembre 1932).
- 8 novembre : Paul Verheyleweghen, homme politique belge († 12 juin 1930).
- 11 novembre : Marie Bashkirtseff, diariste, peintre et sculpteur russe († 31 octobre 1884).
- 13 novembre : Edmond Aman-Jean, peintre, graveur et critique d'art français († 23 janvier 1936).
- 14 novembre : Clovis Frédéric Terraire, peintre et musicien français († 2 avril 1931).
- 17 novembre : Gaetano Esposito, peintre italien († 8 avril 1911).
- 20 novembre : Selma Lagerlöf, femme de lettres suédoise († 16 mars 1940).
- 22 novembre : Jean-Louis Brémond, peintre paysagiste et graveur français († 13 janvier 1943).
- 26 novembre : Albert Bourderon, tonnelier et syndicaliste français († 2 avril 1930).
- 27 novembre : Elena Polenova, peintre russe († 19 novembre 1898).

- 7 décembre : Emilia de San José, religieuse vénézuélienne, fondatrice, vénérable († 18 janvier 1893).
- 17 décembre : Albert Siffait de Moncourt, peintre français († 14 avril 1931).
- 20 décembre : Jan Toorop, peintre néerlandais († 3 mars 1928).
- 28 décembre : Richard Bergh, peintre suédois († 29 janvier 1919).
- 30 décembre : Edward Connelly, acteur américain († 21 novembre 1928).
- 31 décembre :
  - Clovis Didier, peintre français († 1939).
  - Vincas Kudirka, poète, médecin et compositeur lituanien († 16 novembre 1899).

- Date précise inconnue :
  - Hoca Ali Rıza, peintre turc († 20 mars 1930).
  - Auguste Chapuis, compositeur, organiste, et professeur français († 6 décembre 1933).
  - Antony Damien, peintre français postimpressionniste († 12 mai 1943).
  - Giulio Rosati, peintre orientaliste italien († 16 février 1917).
  - Vasileios de Dryinoupolis, évêque de Dryïnoúpolis (actuelle Dropull), membre du gouvernement de la République autonome d’Épire du Nord († 26 février 1936).

## Décès en 1858
- 28 janvier : 
  - Agathe Lin Zhao, laïque catéchiste chinoise, martyre catholique, sainte (° 1817).
  - Jean-Pierre Willmar, homme politique belge (° 29 novembre 1790).

- 4 mars: Matthew Perry, commodore de l'US Navy (° 10 avril 1794).
- 13 mars : Felice Orsini, patriote italien guillotiné à Paris pour l'attentat contre Napoléon III (° 10 décembre 1819).

- 3 avril : : Sigismond von Neukomm, compositeur autrichien (° 10 juillet 1778).
- 7 avril : Anton Diabelli, musicien autrichien, pianiste, compositeur, éditeur et pédagogue (piano et guitare) (° 6 septembre 1781).
- 9 avril : Joseph Karl Stieler, peintre allemand (° 1er novembre 1781).
- 16 avril : Natale Schiavoni, peintre italien (° 1777).
- 17 avril : Johann Michael Voltz, graveur et peintre allemand (° 16 octobre 1784).

- 3 mai : Auguste Brizeux, poète français (° 12 septembre 1803).
- 4 mai : Aimé Bonpland, botaniste et explorateur français (° 29 août 1773).
- 6 mai : Jean-Marie Jacomin, peintre français (° 1789).
- 16 mai : Jacques Coghen, négociant, financier et homme politique belge (° 31 octobre 1791).
- 20 mai : Gennaro Maldarelli, peintre académique italien (° 1795).
- 29 mai : Johann Moritz Rugendas, peintre allemand (° 29 mars 1802).

- 3 juin :  Julius Reubke, compositeur, pianiste et organiste allemand (° 23 avril 1834).
- 10 juin : Robert Brown, botaniste britannique (° 21 décembre 1773).
- 15 juin : Ary Scheffer, peintre français d'origine hollandaise (° 10 février 1795).
- 24 juin : Ludwig Thienemann, médecin et un naturaliste allemand (° 25 décembre 1793).

- 15 juillet : Alexandre Ivanov, peintre russe (° 28 juillet 1806).
- 16 juillet : Abigail Goodrich Whittelsey, éducatrice américaine (° 29 novembre 1788).

- 7 août : Charles Galibert, compositeur français (° 8 août 1826).
- 22 août : Teresa Palczewska, actrice et danseuse polonaise (° 15 novembre 1805).
- 24 août : Francis Edward Bache, organiste et compositeur anglais (° 14 septembre 1833).

- 12 octobre : Ichiryusai Hiroshige, peintre japonais (° 1797).

- 16 novembre : Lázár Mészáros, homme politique hongrois (° 20 février 1796).
- 19 novembre : Pierre Thuillier, peintre français (° 17 juin 1799).

- 9 décembre : 
  - « El Lavi » (Manuel Díaz Cantoral), matador espagnol (° 11 mars 1812).
  - Alexander Perceval, homme politique irlandais (° 1787).
- 27 décembre : Alexandre-Pierre-François Boëly, compositeur, pianiste, organiste et professeur français (° 19 avril 1785).

- Date précise inconnue :
  - Domingo Crisanto Delgado Gómez, compositeur espagnol (° 1806).
  - Jean-Jacques Dreuilh, violoniste, compositeur et chef d'orchestre français (° 1773).
  - François Antoine Léon Fleury, peintre français (° 18 décembre 1804).
  - Alexandre Nikolaïevitch Mordvinov, peintre russe (° 1800).
  - Moustapha Reschid Pacha, homme d'État et diplomate ottoman (° 13 mars 1800).
  - Gillot Saint-Evre, peintre et graveur français (° 1791).